# Équipe de Corée du Sud féminine de volley-ball
L'équipe de Corée du Sud féminine de volley-ball est composée des meilleures joueuses sud-coréennes sélectionnées par la Fédération sud-coréenne de volley-ball (Korea Volleyball Association, KVA). Elle est classée au 19e rang de la Fédération internationale de volley-ball au 10 juillet 2022.

## Palmarès et parcours

### Palmarès
- Jeux Olympiques
  - Troisième : 1976
- Championnats du monde
  - Troisième : 1967, 1974
- Grand Prix
  - Troisième : 1997
- Coupe du monde
  - Troisième : 1973, 1977
- Championnat d'Asie et d'Océanie
  - Finaliste : 1975, 1989, 1995, 1997, 1999, 2001, 2015
  - Troisième : 1979, 1983, 1987, 1991, 1993, 2003, 2011, 2013, 2017, 2019
- Coupe d'Asie
  - Finaliste : 2008, 2014
  - Troisième : 2010
- Jeux asiatiques (2)
  - Vainqueur : 1994, 2014
  - Finaliste : 1962, 1966,1970, 1974, 1990, 1998, 2002, 2010
  - Troisième : 1978, 1982,1986, 2018

### Parcours

#### Jeux Olympiques
| - 1964 : 6e - 1968 : 5e - 1972 : 4e - 1976 : 3e - 1980 : Non qualifiée - 1984 : 5e - 1988 : 8e - 1992 : Non qualifiée - 1996 : 6e - 2000 : 8e | - 2004 : 5e - 2008 : Non qualifiée - 2012 : 4e - 2016 : 5e - 2020 : 4e |

#### Championnats du monde
| - 1952 : non participante - 1956 : non participante - 1960 : non participante - 1962 : non participante - 1967 : 3e - 1970 : non participante - 1974 : 3e - 1978 : 4e - 1982 : 7e - 1986 : 8e | - 1990 : 5e - 1994 : 4e - 1998 : 9e - 2002 : 6e - 2006 : 13e - 2010 : 13e - 2014 : non qualifiée - 2018 : 17e |

#### Grand Prix
| - 1993 : 5e - 1994 : 5e - 1995 : 5e - 1996 : 7e - 1997 : 3e - 1998 : 6e - 1999 : 6e - 2000 : 6e - 2001 : 7e - 2002 : Non qualifiée | - 2003 : 6e - 2004 : 11e - 2005 : 9e - 2006 : 9e - 2007 : Non qualifiée - 2008 : Non qualifiée - 2009 : 12e - 2010 : Non qualifiée - 2011 : 9e - 2012 : 14e | - 2013 : Non qualifiée - 2014 : 8e - 2015 : Non participante - 2016 : Non participante - 2017 : 14e |  |

#### Ligue des nations
- 2018 : 12e
- 2019 : 15e
- 2021 : 15e
- 2022 : 16e

#### Coupe du monde
| - 1973 : 3e - 1977 : 3e - 1981 : 5e - 1985 : 7e - 1989 : 7e - 1991 : 6e - 1995 : 5e - 1999 : 4e - 2003 : 9e - 2007 : 8e | - 2011 : 9e - 2015 : 6e - 2019 : 6e |

#### World Grand Champions Cup
| - 1993 : Non qualifiée - 1997 : 6e - 2001 : 6e - 2005 : 6e - 2009 : 5e - 2013 : Non qualifiée - 2017 : 6e |

#### Championnat d'Asie et d'Océanie
| - 1975 : Finaliste - 1979 : 3e - 1983 : 3e - 1987 : 3e - 1989 : Finaliste - 1991 : 3e - 1993 : 3e - 1995 : Finaliste - 1997 : Finaliste - 1999 : Finaliste | - 2001 : Finaliste - 2003 : 3e - 2005 : 4e - 2007 : 4e - 2009 : 4e - 2011 : 3e - 2013 : 3e - 2015 : Finaliste - 2017 : 3e - 2019 : 3e |  |

#### Coupe d'Asie
| - 2008 : Finaliste - 2010 : 3e - 2012 : 6e - 2014 : Finaliste - 2016 : 8e - 2018 : 6e |

#### Jeux asiatiques
| - 1962 : Finaliste - 1966 : Finaliste - 1970 : Finaliste - 1974 : Finaliste - 1978 : 3e - 1982 : 3e - 1986 : 3e - 1990 : Finaliste - 1994 : Vainqueur - 1998 : Finaliste | - 2002 : Finaliste - 2006 : 5e - 2010 : Finaliste - 2014 : Vainqueur - 2018 : 3e |